# Jerewaner Staatliche W. Brjussow-Universität für Sprachen und Sozialwissenschaften
Die Jerewaner Staatliche W. Brjussow-Universität für Sprachen und Sozialwissenschaften ist eine staatliche Universität in Jerewan.

## Geschichte

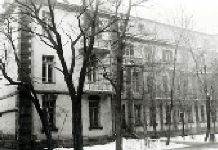
Altes Gebäude in der Puschkinstraße

Die heutige Universität wurde am 1. April 1935 als Institut für eine zweijährige Ausbildung von Russischlehrern gegründet. Nach mehrfacher Umbenennung und Umstrukturierung erhielt die Universität im Jahr 2014 den Namen Jerewaner Staatliche W. Brjussow-Universität für Sprachen und Sozialwissenschaften.
Mit dem Eintritt in den Bologna-Prozess ist die Universität zum System der zweistufigen Ausbildung (BA-MA) übergegangen. BA-Studiengänge gibt es seit 2004, MA-Studiengänge seit 2008.
Im Jahr 2013 erteilte das Bildungsministerium eine Zulassung, die es der Universität ermöglicht, Fernstudiengänge im Bachelor und im Master anzubieten.

## Fakultäten

### Fakultät für Dolmetschen und Interkulturelle Kommunikation

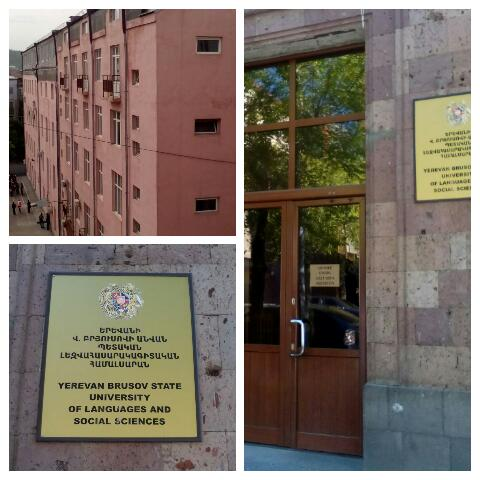
Nebengebäude der Universität

An der Fakultät für Dolmetschen und Interkulturelle Kommunikation sind ca. 1350 Studenten eingeschrieben. Es wird in acht Sprachen unterrichtet. Studienschwerpunkte im Bachelor sind die Bereiche Interkulturelle Kommunikation, Linguistik und Übersetzen.
Die Studenten spezialisieren sich im Bachelor und teilweise auch im Master in den Bereichen Internationaler Tourismus (Englisch), Internationaler Journalismus (Englisch), Landeskunde (Deutsch), Landeskunde (Französisch), Übersetzen (Armenisch-Englisch), (Armenisch-Deutsch), (Armenisch-Französisch), (Armenisch-Russisch-Englisch), (Armenisch-Chinesisch), (Armenisch-Italienisch), (Armenisch-Spanisch), (Armenisch-Koreanisch).

### Fakultät für Russische Sprache, Literatur und Fremdsprachen
An der Fakultät für Russische Sprache, Literatur und Fremdsprachen qualifizieren sich die Studenten für Tätigkeitsfelder an Schulen, Universitäten und anderen Institutionen. Im Bachelor spezialisieren sie sich in den Bereichen Linguistik und Russische Sprache, Russische Sprache und Literatur, Philologie, Pädagogik, Linguistik und Interkulturelle Kommunikation, Landeskunde, Englisch und Politikwissenschaften. Im Master können Qualifikationen in den Bereichen Russische Sprache und Literatur, Linguistik und Interkulturelle Kommunikation, Internationale Kommunikation, Europawissenschaften sowie Politikwissenschaften erworben und vertieft werden. Neben der ersten Fremdsprache (Russisch) können als zweite Fremdsprache Englisch, Polnisch, Bulgarisch, Deutsch, Französisch, Spanisch, Italienisch oder Arabisch gewählt werden.

### Fakultät für Fremdsprachen

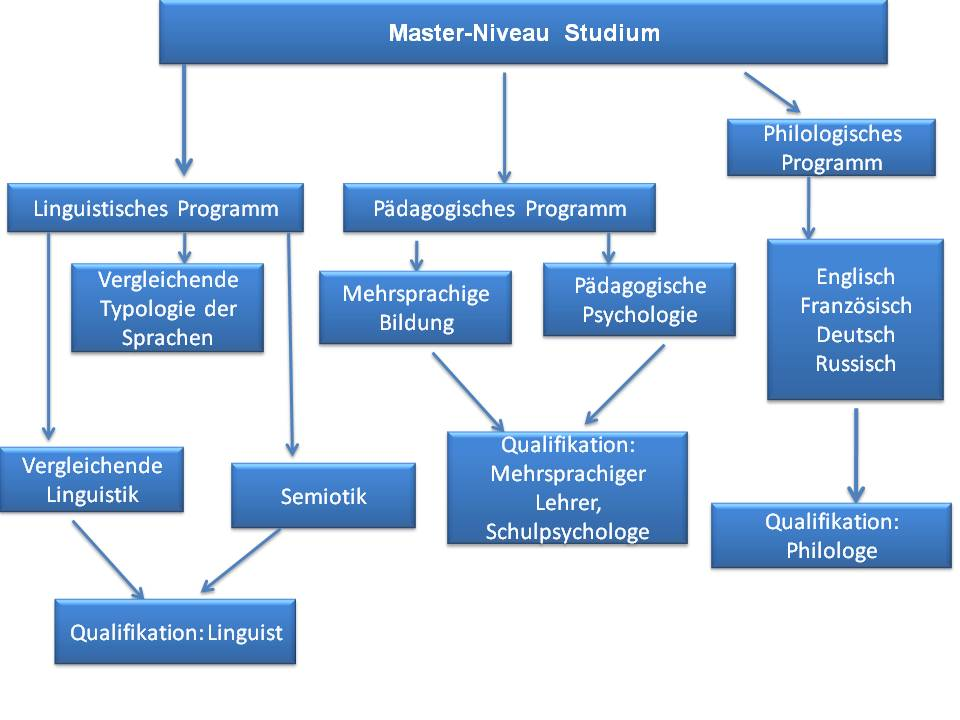
Masterstudium an der Fakultät für Fremdsprachen

Die Fakultät für Fremdsprachen wurde 2004 eröffnet und ist das Nachfolgemodell der Fakultät für Englisch, Französisch und Deutsch. An der Fakultät studieren etwa 1700 Studenten. Das Studium qualifiziert zum mehrsprachigen Lehrer, Schulpsychologen, Philologen etc. Studierende aus dem Bereich der Pädagogik können folgende Sprachen kombinieren: Englisch und Französisch, Englisch und Deutsch, Englisch und Spanisch, Englisch und Italienisch, Deutsch und Englisch, Französisch und Englisch, Englisch und Persisch, Englisch und Griechisch, Englisch und Koreanisch. Studenten aus dem Bereich der Linguistik können die Sprachen Englisch und Französisch, Englisch und Deutsch, Englisch und Spanisch, Englisch und Italienisch, Deutsch und Englisch, Französisch und Englisch, Englisch und Persisch, Englisch und Griechisch, Englisch und Koreanisch, Italienisch und Englisch, Englisch und Hindi kombinieren. Als dritte Sprache zur Kombination wird an der Fakultät zusätzlich Französisch, Deutsch, Griechisch, Italienisch, Koreanisch, Spanisch, Hindi, Persisch, Arabisch, Chinesisch, Japanisch, Georgisch, Türkisch und Holländisch unterrichtet. Im Master können Kenntnisse in den Bereichen Vergleichende Typologie der Sprachen, Vergleichende Linguistik, Semiotik, mehrsprachige Bildung und pädagogische Psychologie erworben und vertieft werden.

## Der Lehrstuhl für Deutsch
Die deutsche Sprache wurde bereits in den ersten Jahren nach Gründung der Universität unterrichtet. Der Lehrstuhl für Deutsch wurde 1936 als erster Lehrstuhl für eine Fremdsprache eingerichtet. Früher bildete der Lehrstuhl zunächst Lehrende im Bereich Deutsch aus. Heute können neben Qualifikationen im Bereich der Pädagogik auch Qualifikationen in den Bereichen Linguistik, Landeskunde, Politologie, Literaturwissenschaften und Dolmetschen erworben werden.
Neben der praktischen Ausbildung im Deutschunterricht führen die Dozenten des Lehrstuhls auch theoretische Kurse durch, wie Einführungen in die deutsche Philologie, Stilistik, Lexikologie, Theoretische Grammatik, Übersetzungstheorie und Typologie.
Zahlreiche Lehrbücher für Schulen und Universitäten wurden von den Mitarbeitern des Lehrstuhls erstellt. Der erste Leiter des Lehrstuhls für Deutsch, G. Andreasyan, ist Autor des ersten Wörterbuches Deutsch-Armenisch, das immer noch in den Bereichen Germanistik und Dolmetschen verwendet wird.
Am Lehrstuhl für Deutsch werden Kurse für Studenten aller Fakultäten der Universität angeboten. Zudem organisieren Dozenten des Lehrstuhls (auch gemeinsam mit den Dozenten des Lehrstuhls für Pädagogik und Methodik des Fremdsprachenunterrichts) Qualifizierungskurse für Deutschlehrer der armenischen Schulen.

## Österreich-Bibliothek
Am 28. Oktober 2010 wurde eine Österreich-Bibliothek an der Universität eröffnet. Sie verfügt über einen Bestand von ca. 4500 Büchern aus den Bereichen Deutsch als Fremdsprache (DaF) und Lexika, Kinder- und Jugendliteratur, österreichische Literatur und Sprachwissenschaft, Philosophie, Psychologie, österreichische Geschichte und Landeskunde, Kunst, Musik und Architektur. Die Österreich-Bibliothek ist eine öffentliche Bibliothek, an der nicht nur Dozenten und Studenten der Universität, sondern auch Gäste österreichische Literatur und Kunst kennenlernen können.

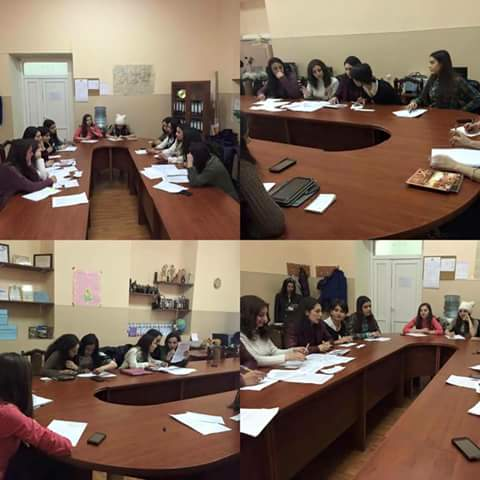
Diskussion im Studentenrat zum Thema Denkmalpflege in Armenien

## Studentenleben
Im Studentenrat der Universität gibt es studentisch organisierte Ausschüsse, durch die Seminare, Ausstellungen, Wettbewerbe, Diskussionen, Führungen, Konzerte sowie Sportveranstaltungen organisiert werden. Beispielsweise organisiert die Kulturkommission Veranstaltungen in den Bereichen Gesang, Tanz und Theater. Die Sportkommission organisiert interuniversitäre Sportwettkämpfe für die Sportarten Basketball, Fußball, Volleyball, Tischtennis, Schach und Schwimmen. Zudem betreut der Studentenrat verschiedene Gruppen, wie Diskussions- und Übersetzungsgruppen.

## Internationale Beziehungen
Die Universität unterhält Kontakte mit Universitäten aus verschiedenen Ländern, wie beispielsweise:
- Martin Luther Universität Halle-Wittenberg, Deutschland
- Universität Siegen, Deutschland
- Universität Perugia, Italien
- Universität Verona, Italien
- Nationale Universität Seoul, Südkorea
- Universität Korea, Südkorea
- Staatliche Universität Moskau, Russland
- Staatliche Linguistische Universität Moskau, Russland
- „St. Kliment Ohridski“ Universität Sofia, Bulgarien

Austauschprogramme bestehen mit:
- DAAD
- IREX
- KOICA
- Konfuzius-Institut
- OeAD
- Tempus
- UNESCO

## Persönlichkeiten und Alumni
- Gohar Gasparyan (* 1985), Moderatorin
- Anna Grigoryan (* 1991), Schauspielerin
- Artak Heriqyan (* 1977), Moderator
- Margarit Jessajan (* 1958), Journalistin und Politikerin
- Anna Khachatryan (* 1980), Sängerin
- Narek Margaryan (* 1983), Moderator
- Sergey Sargsyan (* 1982), Moderator
- Hrant Tokhatyan (* 1958), Schauspieler
- Geworg Wardanjan (1924–2012), Geheimagent
- Varduhi Vardanyan (1976–2006), Sängerin